# Шастово (Варгашинський район)
Ша́стово (рос. Шастово) — село у складі Варгашинського району Курганської області, Росія. Адміністративний центр Шастовської сільської ради.
Населення — 261 особа (2010, 272 у 2002).